# Ein glücklicher Zufall
Ein glücklicher Zufall, im englischsprachigen Original The Sands of Windee, ist ein Kriminalroman des australischen Schriftstellers Arthur W. Upfield.

## Hintergrund
The Sands of Windee ist der zweite Roman einer umfangreichen Serie, in der Arthur W. Upfield den von ihm erdachten Kriminal-Inspektor Napoleon Bonaparte, „Bony“, ermitteln lässt.

## Personen

### Ermittler
„Bony“, Ermittler der Queensland Police (heute: Queensland Police Service), arbeitet wieder als verdeckter Ermittler, getarnt als Wanderarbeiter, diesmal auf der Schaf-Station Windee. Der nächste Polizeiposten befindet sich in Mount Lion, einer winzigen Ortschaft, die ihre besten Tage hinter sich hat. Der Polizeiposten der New South Wales Police Force ist mit zwei Beamten besetzt: Sergeant Morris und dem Polizisten Rowland.

### Die anderen
Luke Marks, von dem sich bald herausstellt, dass er „Green“ heißt, Beamter der Behörde ist, die Lizenzen zum Ausschank von Alkohol vergibt, und der vor einer Korruptionsermittlung flieht, verschwindet nach einem Besuch auf Windee spurlos.
Auf der riesigen Schaf-Station Windee lebt deren sehr reicher Eigentümer, Jeffrey Stanton, mit seinen erwachsenen Kindern, Jeff junior und Marion. Jeffrey Stanton hat einen tadellosen Ruf bei seinen Angestellten und in der Region, allerdings ist von seiner Jugendzeit nichts bekannt. Unter den zahlreichen Angestellten in Windee befinden sich der Buchhalter Mr. Roberts und der Arbeiter Jack Withers, der sich sehr für Aborigines interessiert.
Im Umfeld von Windee arbeiten auch „Dash“ (Hugh Trench) und „Dot“ (William), zwei völlig gegensätzliche Typen, ein Engländer und ein US-Amerikaner, die gemeinsam auf dem Gelände der Schaf-Station „freischaffend“ Kängurus und Kaninchen jagen. Auf dem Gelände von Windee lebt auch eine Gruppe von Aborigines unter ihrem Anführer Moongalliti. Sein Sohn Ludbi und eine weitere Stammesangehörige, Runta, sind für die Handlung des Romans ebenfalls bedeutend.
In Nebenrollen agieren der römisch-katholische Priester Pater Ryan, der als Untermieter bei Sergeant Morris und dessen Frau wohnt und sich um die „Alkoholleichen“ im Ort kümmert, Mr. Bumpus, der Wirt des Hotels von Mount Lion, der die gesamte Gegend mit Alkohol versorgt, und Rose Thomas, die Schwester von Luke Marks/Green, die in diesem Hotel absteigt.

Australias greatest natural resource […] is its beer

„Australiens wichtigste natürliche Ressource ist sein Bier.“

## Handlung

### Kontext
Die Handlung spielt 1925. Die fiktive Schaf-Station Windee liegt etwa 30 km südwestlich der ebenfalls fiktiven Ortschaft Mount Lion, auf einer Linie zwischen Broken Hill, etwa 250 km im Süden und Tibooburra im Norden, was etwa dem Verlauf des heutigen Silver City Highway entspricht. Die Rückseite von Windee ist die Staatsgrenze zum Bundesstaat South Australia. Die Handlung spielt so im Nordwesten des australischen Bundesstaates New South Wales.

### Der Kriminalfall
Das Auto von Luke Marks/Green wird abseits des Weges, wenige Kilometer von Windee entfernt, gefunden, vom Fahrer fehlt jede Spur. Nachdem die Suche nach dem Vermissten erfolglos bleibt, wird sie eingestellt und die Akte an die Polizeizentrale nach Sydney geschickt. In der Akte befindet sich auch ein Foto des Fundortes des Autos. Akte und Foto kommen Bony zu Gesicht, der sich in einer anderen Angelegenheit in der Polizeizentrale aufhält. Er erkennt auf dem Foto ein Zeichen, das ein Aborigine an einem Baum im Hintergrund angebracht hat, das vor dem Geist eines Menschen warnt, der hier umgebracht wurde. Damit steht für Bony fest, dass hier ein Mord geschehen ist und er nimmt die Ermittlung auf.
Da ohne Leiche ein Mord nur schwer glaubhaft zu machen ist, muss Bony zum einen herausfinden, wie die Leiche beseitigt wurde, zum andern auch das Motiv für die Tat offenlegen. Bony entdeckt das Versteck einer großen Geldsumme, die Marks/Green bei sich trug, was seine Annahme erhärtet, dass deren Eigentümer nicht mehr lebt. Darüber hinaus ist die Beseitigung der Leiche dann doch nicht so hundertprozentig gelungen, wie zunächst vermutet. Auch das Motiv für den Tod von Marks/Green findet Bony heraus. Bei dem Versuch, den Täter dingfest zu machen, wendet er unkonventionelle Methoden an, lässt seinen Freund, den Häuptling Illawilli aus Nordqueensland, einfliegen, der unter den Aborigines auf Windee „ermittelt“.
Letztendlich klärt Bony den Kriminalfall auf, hält aber das Ergebnis seiner Ermittlungen unter Verschluss, um Marion und Hugh Trench („Dash“) die Heirat zu ermöglichen. Damit beschädigt er seinen Ruf als unfehlbarer Ermittler. Um diesen Rückschlag abzufedern, hängt Arthur W. Upfield einen Epilog an, in dem Bony seinem Vorgesetzten, Colonel Spender, den wahren Sachverhalt erläutert. So weiß wenigstens der, dass Bony weiterhin in allen seinen Ermittlungen erfolgreich war.

### Nebenhandlungen
Wichtigste Nebenhandlung ist die Beziehung zwischen Marion und „Dash“ (Hugh Trench), der sich auf das Leben als Känguru- und Kaninchenjäger eingelassen hat, um Jeffrey Stanton, dem Vater von Marion, zu beweisen, dass er mehr drauf hat, als der ihm zutraut, und dass er nicht nur hinter dem Geld seiner Tochter her ist.

## Konstruktion
Viel Raum gibt Arthur W. Upfield der Darstellung von Lebensweise und Kultur der Aborigines, eines der in seinen Romanen immer wieder wichtigen Themen. Gleiches gilt für die Schilderung eines in der Sommerhitze ausbrechenden Buschfeuers und den Kampf der Männer von Windee dagegen. Für Bony führt das Buschfeuer zu einem dramatischen, lebensgefährlichen Ritt, als er zwischen zwei aufeinander zu brennende Buschfeuer gerät. Die Schilderung dieser Flucht durch den brennenden Busch gilt als Meisterleistung in der Prosa von Arthur W. Upfield. Die Flucht endet an einer Wasserstelle inmitten einer Steinfläche, die vor dem Feuer geschützt ist, wo prompt eine Schlange auftaucht und in die Handlung eingreift – ein Paradies-Symbol.

## Die Murchison-Morde

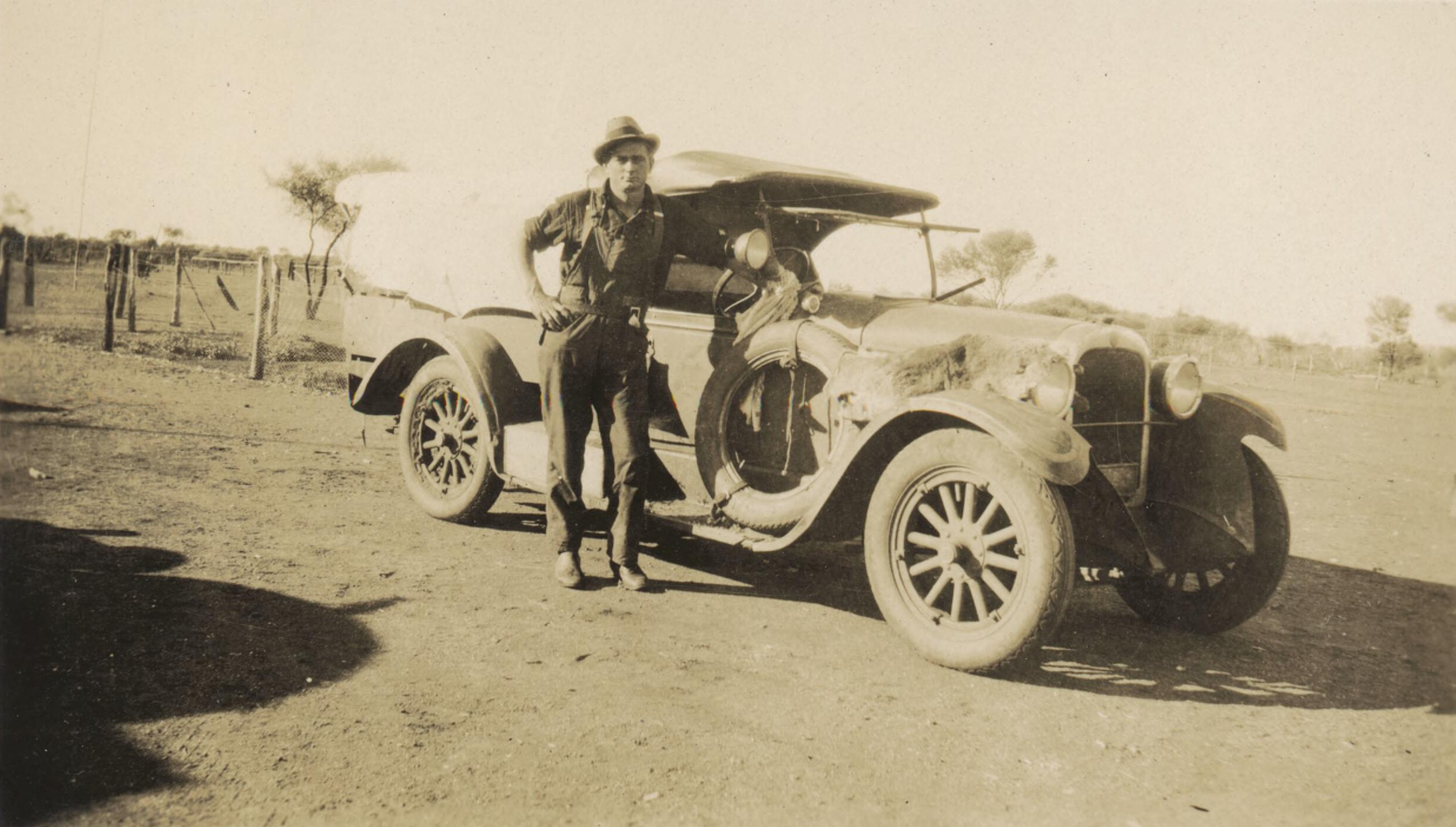
Snowy Rowles auf einer Fotografie von Arthur W. Upfield. Rowles steht hier neben dem Auto eines seiner Opfer, James Ryan.

Während das Buch entstand, hatte Arthur W. Upfield erhebliche Probleme, eine Methode zu erfinden, wie eine Leiche spurlos beseitigt werden könnte. Mehrfach diskutierte er das Problem mit Freunden, Bekannten und Kollegen. Den Hinweis, wie das zu bewerkstelligen wäre, erhielt er von einem Arbeitskollegen, George Ritchie. Die Methode war aber so perfekt, dass er dann wieder ein Problem hatte, wie denn Bony nun überhaupt auf das Verbrechen aufmerksam werden könnte. Zu dem Kreis derer, die diese Probleme im Vorfeld diskutierten, gehörte auch Upfields Arbeitskollege „Snowy Rowles“ (tatsächlich: John Thomas Smith, 1905–1932), ein entflohener Einbrecher. Dieser nutzte die von George Ritchie erdachte Methode 1929 und 1930, um drei Männer zu ermorden, auszurauben und deren Leichen zu beseitigen, also noch bevor The Sands of Windee 1931 erstmals erschien. In den beiden ersten Fällen gelang ihm das auch, im letzten Fall dagegen verblieben Spuren und er konnte überführt werden. 1932 wurde er zum Tode verurteilt und kurz darauf hingerichtet. Arthur W. Upfield hat diese reale Umsetzung seiner fiktiven Geschichte später – wohl 1934 – in dem Buch The Murchison Murders bearbeitet (siehe „Literatur“).

## Ausgaben
Soweit nicht anders angegeben, stammen die Angaben zu den englischsprachigen Ausgaben aus dem Katalog der Australischen Nationalbibliothek.
- Erstausgabe: The Sands of Windee. Hutchinson & Co., London 1931
- Weitere englischsprachige Ausgaben:
  - Angus & Robertson, Sydney 1958
  - British Book Center, 1959[12]
  - London House and Maxwell[13], New York 1968
  - Pacific Books, Sydney 1969
  - Angus & Robertson, London & Sydney 1980
  - Angus & Robertson, London & Sydney 1984[14]
  - Scribner, New York 1985
  - ETT Imprint, Exile Bay, NSW 2017
  - ETT Imprint, Royal Exchange, NSW 2020 (corrected edition)

Soweit nicht anders angegeben, stammen die Angaben zu den deutschsprachigen Ausgaben aus dem Katalog der Deutschen Nationalbibliothek
- Deutschsprachige Ausgaben unter dem Titel Ein glücklicher Zufall:
  - Goldmann, München 1958[15]
  - Goldmann, München 1960
  - Goldmann, München 1961 = Goldmanns Taschen-Krimi, Bd. 1044
  - Goldmann, München 1974; zusammen mit Krimi-Verlag, Wollerau, Schweiz. ISBN 978-3-442-01044-8
  - 3. Auflage, Goldmann, München 1977; zusammen mit Krimi-Verlag, Wollerau, Schweiz. ISBN 978-3-442-01044-8
  - 4. Auflage, Goldmann, München ?[Anm. 4]
  - 5. Auflage, Goldmann, München 1983. ISBN 978-3-442-01044-8
  - 6. Auflage, Goldmann, München 1984. ISBN 978-3-442-01044-8
  - 7. Auflage, Goldmann, München 1987. ISBN 3-442-01044-6[16]
  - Sonderausgabe (Goldmann Krimi Jubiläumsausgabe), Goldmann, München 1992. ISBN 978-3-442-11589-1
  - 1. Auflage[Anm. 5], Goldmann, München 1993 = Goldmann-Krimi 1044. ISBN 978-3-442-01044-8
  - 8. Auflage, Goldmann, München ?[Anm. 6]
  - 9. Auflage, Goldmann, München ?[Anm. 7]
  - 10. Auflage, Goldmann, München 2004. ISBN 978-3-442-01044-8
  - ETT Imprint, Royal Exchange, NSW, 2023. (E-Book). ISBN 978-1-922698-90-2[17]